# David Yurman
David Yurman Inc. è una casa di gioielli statunitense fondata nel 1980 da David Yurman (12 ottobre 1942). Ha sede a New York.
Ci sono 28 boutique David Yurman in 10 stati Degli Stati Uniti, e 4 boutique all'estero tra cui una a Hong Kong.